# Racismo en Canadá
El racismo en Canadá describe a las actitudes racistas de la sociedad canadiense, así como la negligencia gubernamental en el incumplimiento de políticas y estándares de derechos humanos de las Naciones Unidas. El Canadá actual es el producto de las Naciones Originarias indígenas combinadas con múltiples olas migratorias, predominantemente de Europa y Asia.
En general, los canadienses blancos se consideran, en su mayoría, a ellos mismos como libres de prejuicios raciales, y perciben al país como una sociedad inclusiva, una noción que ha sido puesta en tela de juicio. Históricamente y en la actualidad, la población aborigen de Canadá ha sido torturada y casi exterminada. Estas percepciones de inclusión y "daltonismo" han sido cuestionadas en los últimos años, y académicos como Constance Backhouse afirman que la supremacía blanca prevalece en el sistema legal del país, con un racismo flagrante creado y aplicado a través de la ley,  mediante un "ciclo que se perpetúa a sí mismo de criminalización y encarcelamiento". A lo largo de la historia, en Canadá se han creado múltiples leyes y reglamentos que han afectado negativamente de varias formas a una amplia vasta variedad de razas, religiones y grupos de personas consideradas no blancas.
La ley canadiense utiliza el término "minoría visible" para referirse a las personas de color (pero no a los canadienses aborígenes), introducida por la Ley de Equidad en el Empleo de 1995. Sin embargo, el Comité de la ONU para la Eliminación de la Discriminación Racial declaró que este término puede ser considerado denigrante por ciertas minorías y recomendó una evaluación de este término.
En 2020, estudiantes universitarios canadienses atrajeron la atención de medios al compartir en Instagram sus experiencias de racismo en los campus.

## Mercado laboral y educación
Diferentes empresas privadas solicitaron al gobierno federal que ampliara programas para que inmigrantes profesionales obtuvieran el permiso necesario para trabajar en sus áreas. En respuesta, se aprobó la Ley de multiculturalismo de 1988 y el gobierno federal creó el Canadian Council on Learning para promover las prácticas canadienses en el lugar de trabajo. Además, las credenciales de los trabajadores inmigrantes son evaluadas a través de agencias canadienses por el IRCC para inmigración. Idealmente, esta evaluación de homologación de credenciales reduciría la brecha entre educación y trabajos calificados. Sin embargo, las tensiones de discriminación y racismo conducen a un proceso sistémico de rechazo y desánimo a los inmigrantes, con una cultura laboral opresiva y cerrada a la inmigración.
En toda Canadá, diferentes empresas han propuesto pasantías no remuneradas como parte de un sistema de recompensas, que se consideraban ilegales (tanto en el gobierno como en el sector privado) en muchas provincias en ese momento, lo que representaba un obstáculo importante para integrar a los inmigrantes en el mercado de trabajo. La falta de liderazgo en políticas en este sector ha resultado en una situación de " trampa 22 " en la que los empleadores exigen experiencia laboral canadiense, pero los empleados potenciales no pueden obtener experiencia canadiense sin antes trabajar en empleos o pasantías canadienses. La Comisión de Derechos Humanos de Ontario ha reconocido los efectos racistas del requisito de experiencia laboral canadiense para los puestos de trabajo y ha declarado que la experiencia laboral canadiense es una "discriminación prima facie" y un criterio inadmisible para la exclusión de los solicitantes. Sin embargo, esto no se ha traducido en una política inclusiva a nivel nacional.

## Sentimiento nacionalista

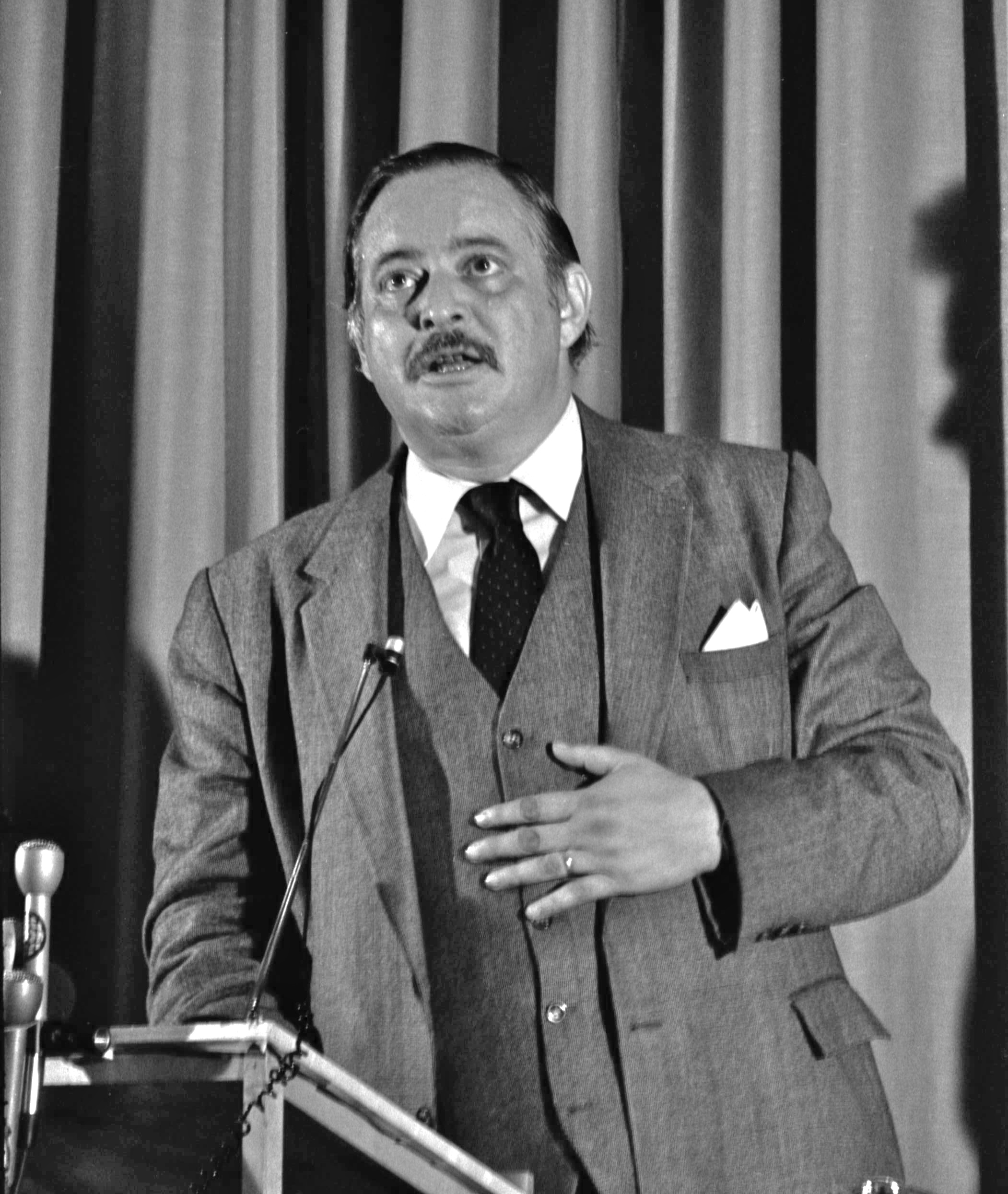
Jacques Parizeau, líder del nacionalista PQ y primer ministro de Quebec

Gran parte de la población piensa que el nacionalismo y el separatismo de Quebec es étnico y a menudo es percibido que los sentimientos de los nacionalistas de Quebec son insulares y parroquiales y se preocupan por preservar una población "pura lana" de francófonos blancos dentro de la provincia. A pesar de que estas acusaciones han sido denunciadas por ciertos nacionalistas quebequenses que ven tanto al movimiento separatista como al nacionalista como multiétnico, existe evidencia sustentada sobre que ambos movimientos se basan en la etnia, más que en el territorio. Un ejemplo de esto es cuando el primer ministro de Quebec, Jacques Parizeau, hablando sobre el fracaso del referéndum de Quebec de 1995, dijo: "Es cierto, es cierto que fuimos derrotados, pero al final, ¿por qué? Por dinero y votos étnicos, esencialmente". (" C'est vrai, c'est vrai qu'on a été battus, au fond, par quoi? Par l'argent puis des votes ethniques, essentiellement. C'est vrai, c'est vrai qu'on a été battus, au fond, par quoi? Par l'argent puis des votes ethniques, essentiellement. " ).
Otro ejemplo de este problema fue la implementación de la Ley 21 de Quebec, que generó controversia después de que prohibiera a las personas usar ropa religiosa en ciertas profesiones. Esta ley impactó enormemente a la comunidad musulmana en la provincia, y muchos la citaron como prueba de los orígenes étnicos del movimiento y la calificaron de islamófoba y discriminatoria. Se desató más controversia cuando la mayoría de los partidos nacionalistas afirmaron que la ley no era islamófoba y, en cambio, afirmaron que era laica. Paul Plamondon, líder del Parti Quebecois calificó a la ley "supremacista" mientras hablaba sobre el racismo sistémico, lo que causó aún más controversia y una gran reacción al PQ por parte de la comunidad musulmana y federalistas. , El nacionalismo y el separatismo de Quebec se basan en la ética y esta situación se evidencia aún más cuando el PQ celebró una protesta en Montreal el 23 de noviembre de 2020, pidiendo por la asimilación de los inmigrantes y el fortalecimiento de la lengua francesa en la ciudad. En esta ocasión acudieron menos de 150 personas. y por el Parti Quebecois, así como por otros partidos nacionalistas y separatistas que se niegan a reconocer la existencia de racismo sistémico en la provincia de Quebec. El presidente de la comisión de derechos humanos de Quebec, Philippe-André Tessier, un separatista, llamó al término "racismo sistémico" un "ataque contra el pueblo de Quebec".

## Islamofobia

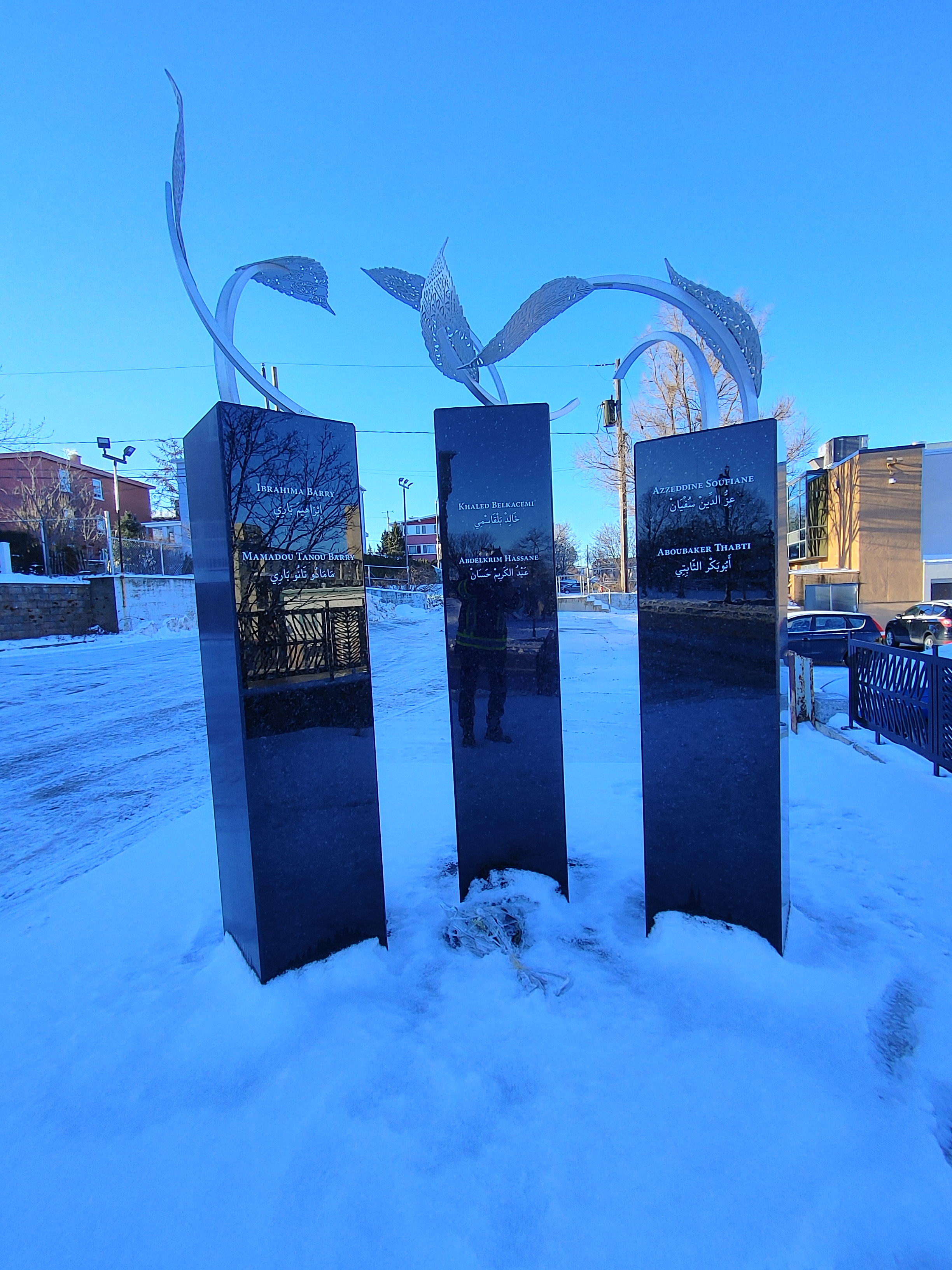
Homenaje a las víctimas del tiroteo de la ciudad de Quebec en 2017

Miembros de las comunidades sij, árabe cristiana, árabe judía e hindú han informado de incidentes de acoso que, aunque estaban dirigidos a los musulmanes, fueron traumáticos y más amplios en su alcance que solo los musulmanes.
Particularmente desde los ataques del 11 de septiembre de 2001 en los Estados Unidos, una variedad de encuestas y sondeos, así como los incidentes reportados, han dado crédito de manera constante a la existencia de islamofobia en Canadá. El número de delitos de odio denunciados por la policía contra musulmanes en Canadá se triplicó con creces entre 2012 y 2015, a pesar de que contradictoriamente el número total de delitos de este tipo disminuyó durante el mismo período, según datos de Statistics Canada. Statistics Canada se ha excusado diciendo que "un aumento en las cifras puede estar relacionado con otros informes".
En 2015, la policía de todo el país registró 159 delitos de odio contra musulmanes, frente a los 45 de 2012, lo que representa un aumento del 253%.
La islamofobia se ha manifestado como vandalismo de mezquitas, asesinatos y agresiones físicas contra musulmanes, incluida la violencia contra las mujeres musulmanas que llevan el hijab o el niqab. En enero de 2017, seis musulmanes murieron en tiroteo en una mezquita de la ciudad de Quebec . El número de incidentes islamófobos ha aumentado significativamente en los últimos dos años.
Los medios canadienses han desempeñado un papel mixto en su cobertura de la islamofobia y se ha descrito que han atenuado los crímenes en su papel de informar a la audiencia canadiense. El sistema de educación pública de Canadá también ha sido examinado por su papel como escenario de múltiples incidentes islamófobos contra niños, así como y la difusión positiva de actitudes islamófobas en la juventud.

### Ataques
El 26 de septiembre de 2014, seis estudiantes musulmanes de la Queen's University fueron atacados por cuatro hombres, uno de los cuales empuñaba un bate de béisbol y gritaba varios epítetos raciales mientras golpeaba. La policía arrestó a dos hombres relacionados con este ataque y los acusó de agresión.
En mayo de 2016, un estudiante iraní de la Western University fue agredido físicamente mientras era tildado de "árabe"; el estudiante sufrió una conmoción cerebral como resultado del ataque racista. Los atacantes también profirieron amenazas contra su novia. El alcalde de Londres dijo que el ataque fue una "llamada de atención" y que "la islamofobia no tiene cabida en Canadá".
A raíz de la Carta de Valores de Quebec en 2013, varias mujeres musulmanas fueron atacadas. El 17 de septiembre, una joven musulmana de 17 años fue atacada en St. Catharines, recibiendo golpes en el rostro hasta dejarla ensangrentada. En noviembre, una mujer que llevaba el hiyab en Montreal fue atacada por dos hombres; uno de ellos le escupió, mientras que el otro le quitó el velo. En diciembre, una mujer que vestía hiyab fue atacada cuando otra mujer trató de quitarse el pañuelo de la cabeza por la fuerza.
En septiembre de 2015, una mujer embarazada que vestía el hiyab fue atacada por adolescentes en Toronto, cuando intentaron quitarle el velo de la cabeza, lo que la hizo caer ocasionando un aborto posterior. La Asamblea Nacional de Quebec respondió aprobando una resolución unánime contra la islamofobia.
En enero de 2017, un hombre armado abrió fuego contra los fieles en el Centro Cultural Islámico de Quebec, matando a 6 e hiriendo a otros 19. Los medios informaron que el atacante era un estudiante blanco universitario que tenía tendencias políticas nacionalistas y antimusulmanas. Muchos musulmanes y no musulmanes atribuyeron el ataque al aumento de la retórica islamófoba en Canadá.

### Percepción de la población
Las estadísticas sugieren que la islamofobia y ataques raciales contra estos grupos es particularmente frecuente en Quebec. Una encuesta de Angus Reid en 2009 encontró que el 68% de los quebequenses encuestados tenía una visión desfavorable del Islam. Esto había aumentado ligeramente en 2013 al 69%. Sin embargo, la misma encuesta mostró que el aumento de las actitudes islamófobas en el resto de Canadá fue mayor en Quebec, pasando del 46% en 2009 al 54% en 2013
Las implicaciones del proyecto de ley 62 no solo afectaron a los residentes de Quebec en su conjunto, sino que también crearon una visualización contradictoria de Canadá. A menudo se considera que la nación es un país "multicultural", sin embargo, la implementación del proyecto de ley 62 dejó a los canadienses cuestionando este término. Una ciudadana canadiense agregó: "Así como toda mujer tiene derecho a revelarse, una mujer que está a su lado tiene derecho a ocultarse ... Si el gobierno va a afectar nuestros derechos básicos, no quiero ser parte de ello".

## Campos de concentración de Kapuskasing

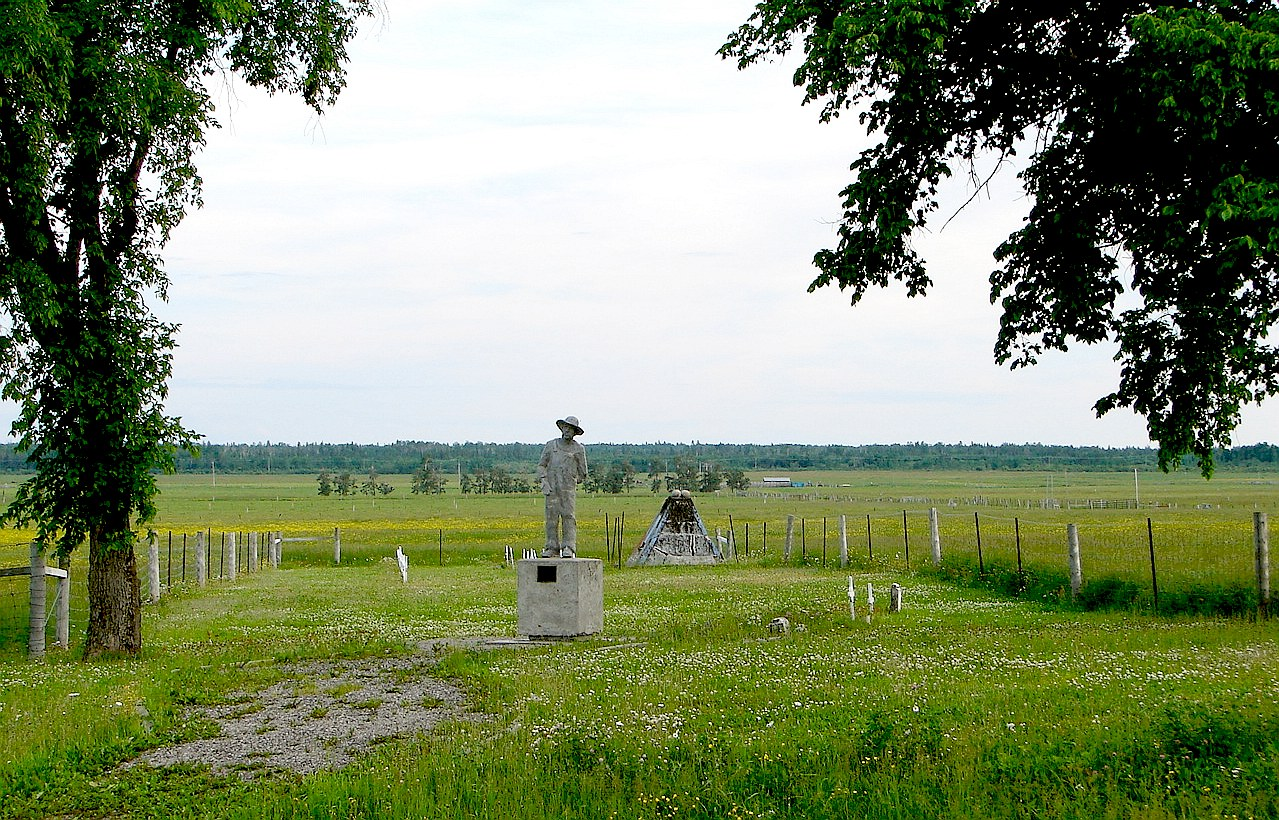
Cementerio ucraniano del campo de concentración de Kapuskasing

Durante la Primera Guerra Mundial, la ciudad de Kapuskasing fue el sitio de uno de los campos de internamiento más grandes de Canadá. El campo albergaba a más de 1.300 alemanes, austríacos y turcos encarcelados sin juicios o el debido proceso, la mayoría eran residentes canadienses de ascendencia ucraniana que habían emigrado de las provincias de Bucovina y Galicia, su tierra natal, que en ese momento formaban parte del Imperio austrohúngaro, en la primera ola de emigración ucraniana a Canadá antes de 1914. Se utilizaron a los prisioneros para trabajos forzados en la construcción de edificios y la limpieza de terrenos para una granja experimental del gobierno en el lado oeste del río Kapuskasing. El aislamiento proporcionó la seguridad ideal para la conformación de una prisión, ya que el ferrocarril era el único acceso esta ubicación remota. Los prisioneros que intentaron escapar se toparon con interminables muskeg o nubes de mosquitos o temperaturas de menos 40 grados en invierno. En 1917, la mayoría obtuvo la libertad condicional para ayudar a aliviar la escasez de mano de obra. Posteriormente, el campo se utilizó brevemente para prisioneros de guerra y radicales políticos hasta su cierre en 1920.
Un pequeño cementerio es todo lo que queda del campo de concentración cerca del aeropuerto de Kapuskasing, donde fueron enterradas las víctimas de la epidemia de influenza de 1918. La provincia erigió una placa histórica de Ontario para conmemorar el papel del campo de Kapuskasing en el patrimonio de Ontario.

## Indígenas canadienses

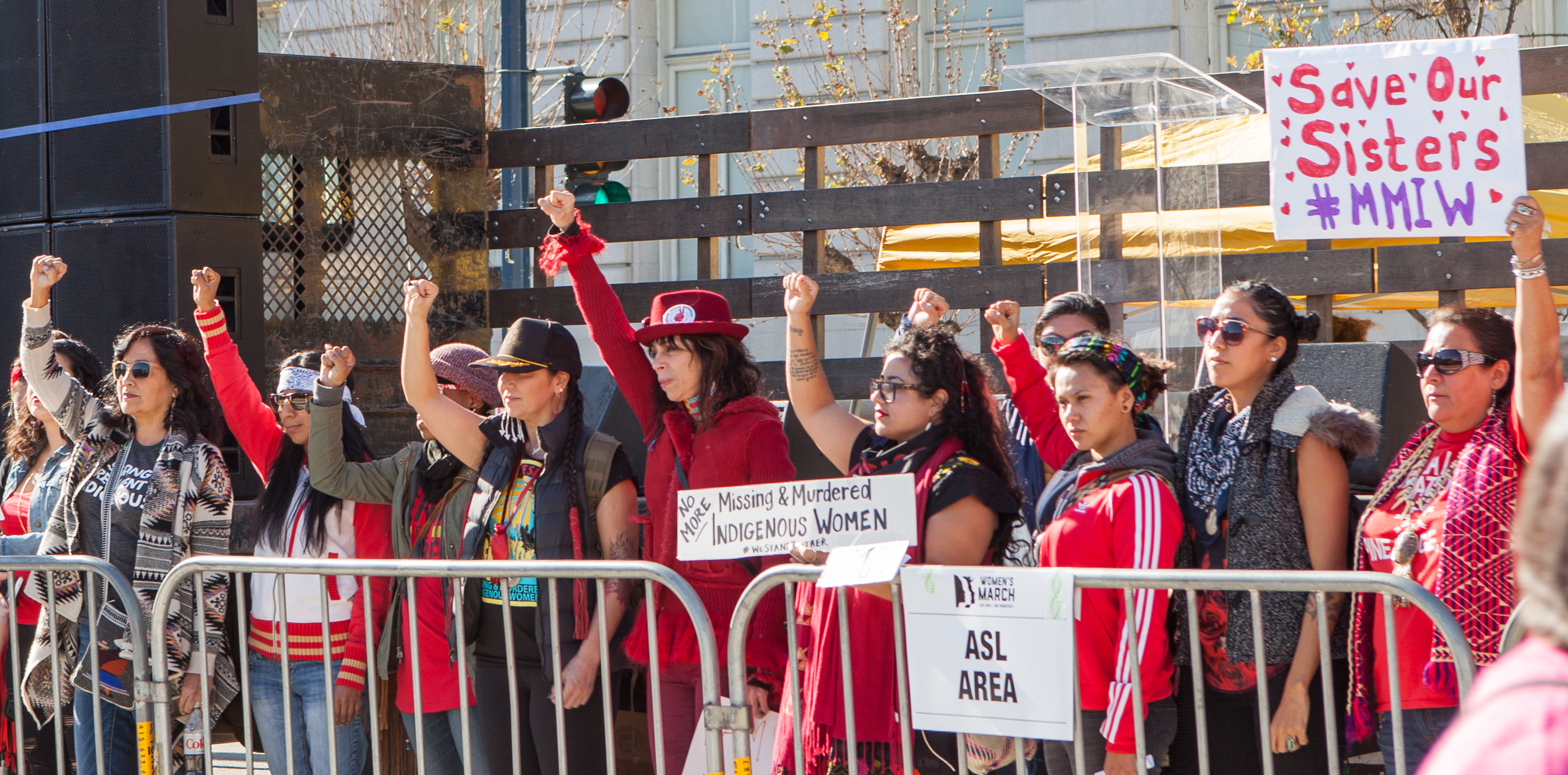
Activistas por las mujeres indígenas desaparecidas y asesinadas (MMIW), en la Marcha de mujeres de 2018 en San Francisco

El trato de Canadá a las personas de las Primeras Naciones se rige por la Ley de la India. Muchos indígenas fueron asimilados al sistema de internados indios canadienses . Los colonos europeos asumieron que los indígenas necesitaban ser salvados; siendo esta es una forma de "racismo caritativo". En 1999, el gobierno canadiense creó un territorio autónomo, Nunavut, para los inuit que vivían en el Ártico y zonas más septentrionales del país. Los inuit componen el 85% de la población de Nunavut, lo que representa un nuevo nivel de autodeterminación para los pueblos indígenas de Canadá. En agosto de 2008, el rector de la Universidad McGill y representante del Comité Olímpico Internacional, Richard Pound, dijo a La Presse : "No debemos olvidar que hace 400 años, Canadá era una tierra de salvajes, con apenas 10.000 habitantes de origen europeo, mientras que en China, estamos hablando de una civilización de 5.000 años de antigüedad ", lo que implica que la gente de las Primeras Naciones era "incivilizada". La Canadian Indian Act ayudó a inspirar las políticas del apartheid en Sudáfrica.
En 2006, Amnistía Internacional investigó el racismo específicamente en mujeres indígenas en Canadá. Resultando en un informe que habla sobre la falta de derechos humanos básicos, discriminación y violencia contra las mujeres indígenas. Mujeres de Naciones Originarias (de 25 a 44 años de edad) bajo la Ley de India tienen cinco veces más probabilidades que otras mujeres de la misma edad de morir como resultado de la violencia. Desde 1928 hasta mediados de la década de 1990, niñas indígenas en el sistema escolar residencial fueron sometidas a esterilización forzada una vez que llegaron a la pubertad. Se desconoce el número de niñas esterilizadas debido a que los registros fueron destruidos. El número de mujeres y niños indígenas desaparecidos o asesinados en los 10 años que seguirían a este hecho podría llegar a 3.000. El tema de las mujeres indígenas desaparecidas y asesinadas ha sido un tema social que ha recibido atención por parte de los medios de comunicación, el gobierno canadiense y el Comité de las Naciones Unidas para la Eliminación de la Discriminación contra la Mujer. Se estima, que la cifra de mujeres desaparecidas y asesinadas oscila entre 500 y 3000, según el período de tiempo estudiado y método de cálculo de esta estadística. La razón por la que se presta más atención a este tema se debe a que la representación de las mujeres indígenas asesinadas en estadísticas delictivas no es proporcional a la población en general. En 2006, un documental llamado Finding Dawn analiza varias mujeres aborígenes desaparecidas y asesinadas en Canadá durante las últimas tres décadas.
Los pueblos indígenas todavía lidian con el racismo dentro de Canadá, estos problemas raciales que enfrentan las comunidades a menudo son ignorados. Existen muchos estereotipos negativos asociados con las comunidades indígenas, como ser aprovechadores, drogadictos o tontos. Los aborígenes tienen más probabilidades de sentir depresión debido a varios factores, tales como: pobreza, pérdida de identidad cultural, atención médica inadecuada, entre otros.
En 2020, en un video grabado por la propia víctima, se mostró al personal de un hospital en la ciudad de Joliette en Quebec burlándose y haciendo comentarios sexistas a Joyce Echaquan, una mujer indígena Atikamekw que finalmente murió. Líderes indígenas han descrito que el video expone las sombrías realidades del racismo sistémico que durante mucho tiempo han sido ignorado o reprimido en todo Canadá.
Para Brieg Capitaine, la idea de racismo sistémico describe bien la situación de las poblaciones indígenas en la Canadá inglesa: la comisión de la verdad y la reconciliación también ha popularizado esta noción de racismo sistémico, y "destacó el papel de la ideología imperialista y el racismo en el genocidio cultural perpetrado contra los pueblos indígenas".
Por otro lado, en Quebec, un estudio etnográfico realizado en Sept-Îles entre 2005 y 2009 destaca prácticas y discursos racistas contra los innu que no corresponden a un sistema coherente y unificado, sino a lógicas diversas y contradictorias. De tal manera que, leyes y políticas públicas tratan a los aborígenes con posiciones racializadas y, por lo tanto, son similares "más para declarar a un tipo de racismo estatal".
Según el estudio, el deseo de exterminar a los pueblos indígenas continúa, pero se manifiesta tanto por un deseo explícito de asimilación, basado en una ideología universalista — en el que encontramos un cierto evolucionismo -, como a través de un relativismo absoluto, que confina a los pueblos indígenas a una cultura inmutable, que los excluye del mundo contemporáneo.  De esta forma, "se mantienen a los innu en trabajos precarios y mal pagados por la supuesta culpa de su "cultura" ajena al trabajo asalariado".
El nivel de vida de los pueblos indígenas en Canadá es muy inferior al de los no indígenas, y ellos, junto con otras "minorías visibles" siguen siendo, como grupo, los más pobres de Canadá. Siguen existiendo barreras para lograr la igualdad con otros canadienses de ascendencia europea. La esperanza de vida de las personas de las Naciones Originarias es menor; poseen un nivel de escolaridad inferior, tasas de desempleo mucho más altas, casi el doble de muertes infantiles y un contacto significativamente mayor con las fuerzas del orden. Sus ingresos son más bajos, disfrutan de menos ascensos en su trabajo y, como grupo, es más probable que los miembros más jóvenes trabajen horas o semanas reducidas cada año. En Europa, durante el siglo XIX (como se refleja en el Informe Imperial del Comité Selecto sobre Aborígenes), muchos apoyaron el objetivo propuesto por los imperialistas coloniales de "civilizar" a las poblaciones nativas. Esto llevó un énfasis en la adquisición de tierras aborígenes a cambio de los supuestos beneficios de la sociedad europea y sus religiones cristianas asociadas. El control británico de Canadá (la Corona ) comenzó cuando ejercieron jurisdicción sobre las naciones originarias y por Proclamación Real, mediante la primera ley que el gobierno británico aprobó sobre los ciudadanos de las Naciones Originarias asumiendo así el control de total de las vidas de estos pobladores.
Fue después del tratado de París en 1763, por el cual Francia cedió a todas las demandas en el actual Canadá a Gran Bretaña, que el rey Jorge III de Gran Bretaña emitió esta Proclamación Real especificando cómo se debía tratar a los indígenas de la colonia de la corona. Se trata de las piezas legislativas más importantes sobre la relación de la Corona con los aborígenes. Esta Proclamación Real reconocía las tierras de propiedad de los indios y las reservaba para su uso como terrenos de caza. También estableció el proceso por el cual la Corona podía comprar sus tierras, y también estableció principios básicos para guiar a la Corona al hacer tratados con las Naciones Originarias. La Proclamación hizo que las tierras indígenas transferidas por tratado fueran propiedad de la Corona, y declaró que el título indígena es un derecho colectivo o comunal en lugar de un derecho privado para que los individuos no puedan reclamar las tierras donde vivieron y cazaron mucho antes de la llegada de los británicos.

### Caso Joyce Echaquan: Negligencia y Racismo en el Sistema de Salud Canadiense

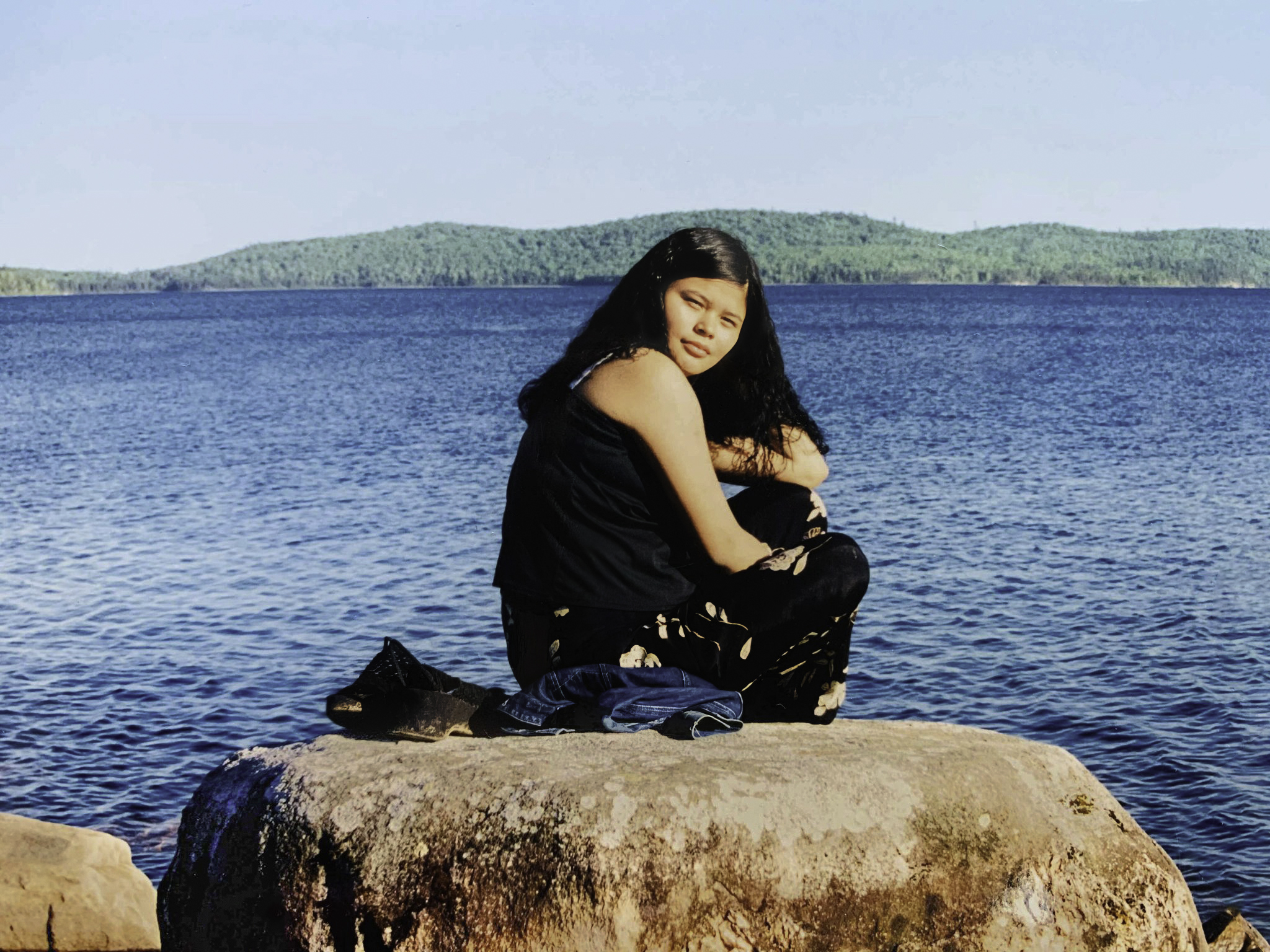
Joyce Echaquan, en la orilla del lago, en 1999

El caso de Joyce Echaquan, ocurrido en 2020, se convirtió en un símbolo de la discriminación racial y la negligencia médica en el sistema de salud de Canadá. Echaquan, una mujer indígena de 37 años y madre de siete hijos, falleció en el hospital La Joliette en Montreal. Antes de su muerte, grabó un video con su teléfono móvil en el que dos profesionales de la salud la insultan con comentarios racistas y degradantes.
Joyce Echaquan ingresó al hospital La Joliette el 27 de septiembre de 2020, quejándose de fuertes dolores abdominales. Tres días más tarde, en su lecho de hospital, grabó un video donde se la escucha pedir ayuda entre gritos de dolor. En la grabación, se oyen las voces de dos empleadas del hospital insultando a Echaquan, llamándola "estúpida" y sugiriendo que "sería mejor si ya estuviera muerta". Echaquan murió poco tiempo después de terminar la grabación.
El video se volvió viral y desencadenó una manifestación que reunió a miles de personas en la capital de la provincia de Quebec. Los manifestantes exigieron "Justicia para Joyce" y denunciaron el racismo existente en el sistema de salud. François Legault, primer ministro de Quebec, reconoció que aunque no considera que haya un racismo sistémico en Canadá como en Estados Unidos, el caso representa un problema de racismo que debe abordarse.
Se inició una investigación para esclarecer los hechos, y las dos profesionales de salud involucradas fueron apartadas de sus funciones. Organizaciones no gubernamentales han indicado que por cada Joyce de la que se habla, hay cientos que permanecen en silencio.

#### Impacto y Consecuencias Sociales
El caso arrojó luz sobre la discriminación sistémica en el sistema de salud canadiense, especialmente contra las personas indígenas. Organizaciones y activistas sostienen que existe un racismo sistémico en el país que necesita ser confrontado, contrariamente a las declaraciones del primer ministro de Quebec.
En una entrevista a la CBC, el esposo de Joyce Echaquan declaró que ella ingresó al hospital ya esperando ser discriminada y maltratada, lo que la llevó a grabar su experiencia. "Son muchos los videos que ella hizo", destacó, enfatizando la crónica naturaleza del problema.

### Actas Indígenas
En 1867, la Acta de la Norteamérica británica hizo que las tierras reservadas a los indios fueran una responsabilidad de la Corona. En 1876 se aprobó la primera de muchas Leyes Indígenas, cada una de las cuales removió derechos de los indígenas. Las diversas Leyes Indias revisadas (22 veces en 2002) solidificaron la posición de los nativos como propiedad del estado, y los agentes indios recibieron el poder de forma discrecional para controlar casi todos los aspectos de la vida de los indígenas. Se hizo necesario tener el permiso de un agente indio si los nativos querían vender sus cosechas que habían cultivado ellos mismos, o para usar ropa tradicional de las reservas. Los Indian Acts también se usaron para negar a los indígenas el derecho al voto hasta 1960, y prohibirles el derecho a formar parte como jurados.
En 1885, el general Middleton, después de derrotar la rebelión de Metis introdujo el Sistema de Pase (Pass System) en el oeste de Canadá, según el cual los nativos no podían salir de sus reservas sin obtener primero un permiso de sus instructores agrícolas que les permitiera hacerlo. Si bien la Indian Act no le otorgó tales poderes, y ninguna otra legislación permitió que el Departamento de Asuntos Indígenas instituyera tal sistema, y los abogados de la corona sabían que era ilegal ya en 1892, el Pass System permaneció en vigor y se hizo cumplir hasta principios de la década de 1930. Como a los nativos no se les permitía en ese momento convertirse en abogados, no podían luchar en los tribunales a favor de sus propios derechos. Así se extendió el racismo institucional como política del estado de forma oficial.
Cuando los aborígenes comenzaron a presionar para que se les fueran reconocidos sus derechos denunciando la corrupción y abusos de poder dentro del departamento Indio, se enmendó la ley para convertir en delito que un aborigen contrate un abogado con el fin de presentar cualquier reclamo o demanda contra la Corona Británica.

### Mestizos (Métis)
A diferencia del efecto de esos tratados indios en el noroeste, que establecieron las reservas para los indígenas, la protección de las tierras de los métis no estaban aseguradas por la política de scrip instituida en la década de 1870, por la cual la corona intercambió un scrip a cambio de una concesión fija (160-240 acres) de tierra a los de herencia mixta.

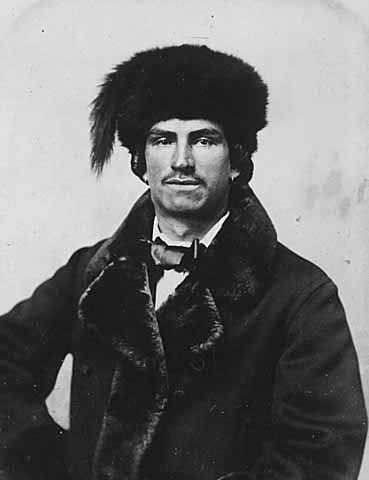
"Sangre mestiza (Indio y Francés) comerciante de pieles" ca. 1870. Sociedad Histórica de Minnesota ubicación n.º HD2.3 r7 Negativo n.º 10222

Aunque la Sección 3 de la Ley de Tierras de Dominio de 1883 estableció esta limitación, esta fue la primera mención en las órdenes en consejo que limitaban la jurisdicción de las comisiones de scrip al territorio indio cedido. Sin embargo, se hizo una referencia por primera vez en 1886 en un borrador de carta de instrucciones a Goulet de Burgess. En la mayoría de los casos, la política de scrip no consideró las formas de vida de los métis, no garantizó sus derechos sobre la tierra y no facilitó ninguna transición económica o de estilo de vida.
La mayoría de los métis eran analfabetos y no conocían el valor de los vales y, en la mayoría de los casos, los vendían para obtener una gratificación instantánea debido a la necesidad económica a los especuladores que infravaloraban el papel. No hace falta decir que el proceso mediante el cual solicitaron su tierra se hizo deliberadamente arduo.
No existía ninguna legislación que obligara a los métis a solicitar tierras scrip land. En cambio, las tierras scrip land de los métis podían venderse a cualquiera, enajenando cualquier título aborigen que pudiera haber sido otorgado a esas tierras. A pesar del evidente perjuicio para los métis, la especulación fue desenfrenada y se hizo en connivencia con la distribución de vales. Si bien esto no excluye necesariamente una intención maliciosa del gobierno federal de 'engañar' conscientemente a los métis, ilustra su apatía hacia el bienestar de los métis, sus intereses a largo plazo y el reconocimiento de su título aborigen. Pero el objetivo de la política era establecer tierras en el noroeste con agricultores, no mantener una reserva de tierras para los métis. Scrip, entonces, fue una empresa importante en la historia de Canadá, y su importancia como política aborigen y política de tierras no debe pasarse por alto, ya que era una "política" institucional que discriminaba a los indígenas étnicos en detrimento continuo de ellos.

#### Emancipación
Hasta 1951, las diversas leyes sobre indios definían a una "persona" como "un individuo distinto de un indio", y todos los pueblos indígenas se consideraban protegidos por el estado. Legalmente, la Corona diseñó un sistema de emancipación mediante el cual una persona indígena podía convertirse en una "persona" en la legislación canadiense. Los pueblos indígenas podrían obtener el derecho al voto y convertirse en ciudadanos canadienses, "personas" según la ley, si se asimilaran voluntariamente a la sociedad europea / canadiense.
Se esperaba que los pueblos indígenas renunciaran a su herencia y cultura nativas y aceptaran los "beneficios" de la sociedad civilizada. De hecho, desde la década de 1920 hasta la de 1940, algunos nativos renunciaron a su estatus para recibir el derecho a ir a la escuela, votar o beber. Sin embargo, la emancipación voluntaria resultó un fracaso cuando pocos nativos se aprovecharon.
En 1920 se aprobó una ley para autorizar el derecho al voto sin consentimiento, y muchos pueblos aborígenes fueron liberados involuntariamente. Los nativos perdieron automáticamente su condición de indios bajo esta política y también se convirtieron en profesionales como médicos o ministros, o incluso si obtuvieron títulos universitarios, y con ello, perdiendo su derecho a residir en las reservas.
Los requisitos de emancipación discriminaban particularmente a las mujeres nativas, especificando en la Sección 12 (1) (b) de la Ley de Indígenas que una mujer india que se casara con un hombre no indio perdería su condición de india, al igual que sus hijos. En contraste, las mujeres no indias que se casaran con hombres indios obtendrían el estatus de indias. Duncan Campbell Scott, el superintendente adjunto de Asuntos Indígenas, expresó claramente el sentimiento del día en 1920: "Nuestro objetivo es continuar hasta que no haya un solo indio en Canadá que no haya sido absorbido por el cuerpo político, y no haya Cuestión india y ningún departamento indio". Este aspecto del derecho al voto se abordó mediante la aprobación del proyecto de ley C-31 en 1985, donde se eliminó la cláusula discriminatoria de la Ley indígena y Canadá abandonó oficialmente el objetivo de otorgar derechos a los nativos.

### Internados

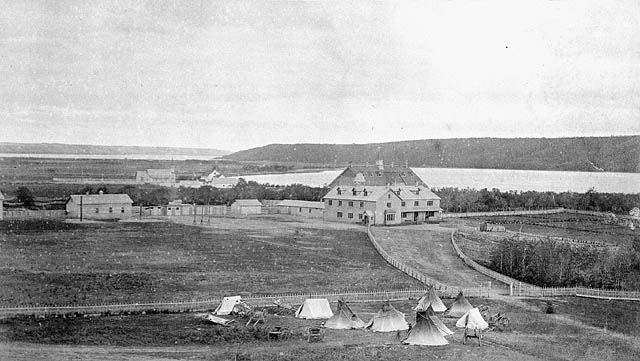
Internado industrial para indígenas Qu'Appelle en Lebret, Assiniboia, Territorios del Noroeste, c. 1885

En los siglos XIX y XX, el Departamento de Asuntos Indígenas del gobierno federal canadiense alentó oficialmente el crecimiento del sistema escolar residencial indio como un agente en una política más amplia de asimilación de los canadienses nativos en la sociedad europeo-canadiense. Esta política se hizo cumplir con el apoyo de varias iglesias cristianas, que dirigían muchos de los internados. Durante el transcurso de la existencia del sistema, aproximadamente el 30% de los niños nativos, unos 150.000, fueron colocados en internados a nivel nacional, la última escuela cerró en 1996. Durante mucho tiempo ha habido controversia sobre las condiciones que experimentaron los estudiantes en los internados. Si bien las escuelas diurnas para los niños de las Naciones Originarias, Metis e Inuit siempre superaron con creces a los internados, a principios del siglo XXI surgió un nuevo consenso de que las últimas escuelas causaron un daño significativo a los niños aborígenes que asistían al alejarlos de sus familias, privándolos de sus idiomas ancestrales, sometidos a esterilización forzada y exponiendo a muchos de ellos al abuso físico y sexual por parte de miembros del personal y otros estudiantes, privándolos del derecho al voto todo esto por la fuerza.
Con el objetivo de civilizar y cristianizar a las poblaciones aborígenes, en el siglo XIX se desarrolló un sistema de 'escuelas industriales' que combinaba estudios académicos con "cuestiones más prácticas" y las escuelas para nativos comenzaron a aparecer en la década de 1840. A partir de 1879, estas escuelas siguieron el modelo de la Carlisle Indian School en Pensilvania, cuyo lema era "Mata al indio que hay en él y salva al hombre". Se consideró que el arma más eficaz para "matar al indio" en ellos era sacar a los niños de sus pueblos y, por lo tanto, los niños nativos eran alejados de sus hogares, sus padres, sus familias, amigos y comunidades. La Ley Indígena de 1876 otorgó al gobierno federal la responsabilidad de la educación indígena y en 1910 los internados dominaban la política de educación indígena. El gobierno proporcionó fondos a grupos religiosos como las iglesias católica, anglicana, de la Iglesia Unida y presbiteriana para que recibieran educación indígena. En 1920, la asistencia de los nativos se hizo obligatoria y había 74 internados en funcionamiento en todo el país. Siguiendo las ideas de Sifton y otros como él, los objetivos académicos de estas escuelas fueron "simplificados". Como Duncan Campbell Scott declaró en ese momento, no querían que los estudiantes "fueran demasiado inteligentes": "Con este fin, el plan de estudios en los internados se ha simplificado y la instrucción práctica impartida es como puede ser de utilidad inmediata para el alumno cuando regrese a la reserva después de dejar la escuela".

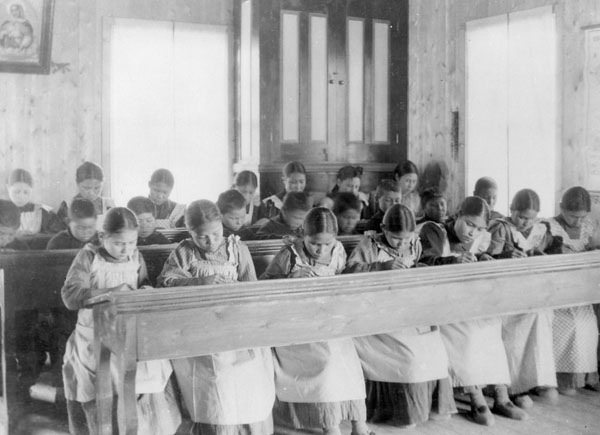
Los internados tenían como objetivo original eliminar el idioma y cultura indígena reemplazándolo con creencias cristianas. En la foto aparece el internado de Fort Resolution, NWT.

La financiación que proporcionaba el gobierno era generalmente insuficiente y, a menudo, las escuelas funcionaban como "negocios autosuficientes", donde los 'estudiantes trabajadores' eran retirados de las clases para lavar la ropa, calentar el edificio o realizar trabajos agrícolas. Los dormitorios a menudo estaban mal calentados y abarrotados, y la comida no era suficientemente nutritiva. Un informe de 1907, encargado por Asuntos Indígenas, encontró que en 15 escuelas de la pradera había una tasa de mortalidad del 24%. De hecho, un superintendente general adjunto de Asuntos Indígenas en ese momento comentó: "Es bastante acertado decir que el cincuenta por ciento de los niños que pasaron por estas escuelas no se beneficiaron de la educación que habían recibido en ellas". Si bien la tasa de mortalidad disminuyó en los últimos años, la muerte seguiría siendo parte de la tradición de la escuela residencial. El autor de ese informe al BNA, Dr. PH Bryce, fue posteriormente removido y en 1922 publicó un panfleto que estuvo a punto de calificar de "homicidio" la indiferencia del gobierno ante las condiciones de los indígenas en las escuelas.
Los antropólogos Steckley y Cummins señalan que los abusos endémicos --emocionales, físicos y sexuales-- por los que el sistema ahora es bien conocido "podrían fácilmente calificar como lo peor que los europeos hicieron a los nativos en Canadá". Los castigos a menudo eran brutales y crueles, a veces incluso amenazaban la vida o acababan con la vida. A veces se clavaban alfileres en la lengua de los niños por hablar sus lenguas nativas, se hacía que los niños enfermos comieran su vómito y se realizaban inspecciones de los genitales de los niños. El término "Scoop de los años sesenta" (o Scoops de Canadá) se refiere a la práctica canadiense, que comenzó en la década de 1960 y continuó hasta finales de la de 1980, de tomar ("recoger") a los niños de pueblos aborígenes en Canadá de sus familias para colocarlos en hogares de acogida o adopción.
La mayoría de los internados cerraron en la década de 1970, y la última en 1996. Las demandas penales y civiles contra el gobierno y las iglesias comenzaron a fines de la década de 1980 y poco después cerró la última escuela residencial. Para 2002, el número de demandas había superado las 10,000. En la década de 1990, comenzando con la Iglesia Unida, las iglesias que administraban los internados comenzaron a emitir disculpas formales. Y en 1998, el gobierno canadiense emitió la Declaración de Reconciliación, y comprometió $ 350 millones en apoyo de una estrategia de curación basada en la comunidad para abordar las necesidades de curación de individuos, familias y comunidades que surgen del legado de abuso físico y sexual en residencias. escuelas. El dinero se utilizó para poner en marcha la Fundación de Curación Aborigen.
A partir de la década de 1990, el gobierno puso en marcha una serie de iniciativas para abordar los efectos de la escuela residencial india. En marzo de 1998, el gobierno hizo una Declaración de Reconciliación y estableció la Fundación de Curación Aborigen. En el otoño de 2003, se inició el proceso de Resolución Alternativa de Disputas, que era un proceso fuera de los tribunales que proporcionaba compensación y apoyo psicológico a exalumnos de internados que fueron abusados física o sexualmente o que se encontraban en situaciones de confinamiento ilícito. El 11 de junio de 2008, el primer ministro Stephen Harper emitió una disculpa formal en nombre del gabinete en funciones y frente a una audiencia de delegados aborígenes. Una Comisión de la Verdad y la Reconciliación funcionó desde 2008 hasta 2015 con el fin de documentar las malas acciones del pasado con la esperanza de resolver el conflicto arrastrado y las consecuencias del pasado. El informe final concluyó que el sistema escolar equivalía a un genocidio cultural.

### Situación
El racismo institucional ha tenido claramente un efecto profundamente devastador y duradero en las minorías visibles y las comunidades aborígenes en todo Canadá. Las normas culturales europeas se han impuesto a las poblaciones nativas en Canadá, y las comunidades aborígenes continúan luchando con sistemas extranjeros de gobierno, justicia, educación y medios de vida. Las minorías visibles luchan con la educación, el empleo y encuentros negativos con el sistema legal en todo Canadá.
Quizás lo más palpable es la disfunción y la devastación familiar causada por los internados. Estados de Hutchins; "Muchos de los que asistieron a los internados han sido diagnosticados con trastorno de estrés postraumático, sufriendo síntomas como ataques de pánico, insomnio e ira incontrolable o inexplicable. Muchos también sufren de abuso de alcohol o drogas, insuficiencia sexual o adicción, incapacidad para entablar relaciones íntimas y trastornos alimentarios. Tres generaciones de padres nativos perdieron el aprendizaje de importantes habilidades parentales que generalmente se transmiten de padres a hijos en entornos domésticos cariñosos y acogedores, y el abuso sufrido por los estudiantes de los internados ha comenzado un ciclo angustioso de abuso dentro de muchas comunidades nativas". El legado duradero de los internados es solo una faceta del problema comprometiendo a generaciones futuras.
El informe Hutchins continúa: "Los niños aborígenes continúan luchando con la educación general en Canadá. Para algunos estudiantes indios, el inglés sigue siendo un segundo idioma y muchos carecen de padres con la educación suficiente para mantenerlos. Además, la educación en Canadá se basa en una tradición escrita en inglés, que es diferente de las tradiciones orales de las comunidades nativas. Para otros, es simplemente que son marginados por su "otredad"; sus modales, sus actitudes, su forma de hablar, o un centenar de cosas más que los distinguen como diferentes.
"Las poblaciones aborígenes siguen padeciendo problemas de salud. Tienen siete años menos de esperanza de vida que la población canadiense en general y casi el doble de muertes infantiles. Mientras que Canadá como nación se ubica habitualmente entre los tres primeros en el Índice de Desarrollo Humano de las Naciones Unidas, su población aborigen en reserva, si se calificara como nación, se ubicaría en un distante e impactante sesenta y tres ".
Como señala Perry Bellegarde, Jefe Nacional de la Asamblea de las Naciones Originarias, el racismo en Canadá hoy en día es en su mayor parte una operación encubierta. Su principio central y más distintivo es el vigor con el que constantemente se le niega. Son muchos los que argumentan que los esfuerzos de Canadá en el campo de los derechos humanos y su postura contra el racismo sólo han dado como resultado una "población más políticamente correcta que ha aprendido a ocultar mejor sus prejuicios". En efecto, el argumento es que el racismo en Canadá no se está eliminando, sino que se está volviendo más encubierto, más racional y más arraigado en nuestras instituciones.
El racismo se evidencia en el reciente referéndum en la Columbia Británica por el cual el gobierno provincial está pidiendo a la mayoría blanca que decida sobre un mandato para negociar tratados con la minoría india. Los resultados del referéndum serán vinculantes, el gobierno se ha comprometido legislativamente a actuar sobre estos principios si más del 50% de los votantes responden de la misma manera. Además, aunque se ha revisado muchas veces, "la Ley Indian Acts sigue siendo una legislación que señala a un segmento de la sociedad por motivos de raza". Según él, los derechos civiles de los pueblos de las Naciones Originarias "se tratan de manera diferente a los derechos civiles del resto de los ciudadanos canadienses".
La Investigación de Justicia Aborigen en Manitoba, la Investigación Donald Marshall en Nueva Escocia, el Informe Cawsey en Alberta y la Comisión Real de Pueblos Aborígenes están de acuerdo, en lo que respecta a los pueblos aborígenes, El racismo en la sociedad canadiense continúa institucional, de manera sistemática e individualmente.

## Esclavitud de aborígenes y canadienses negros

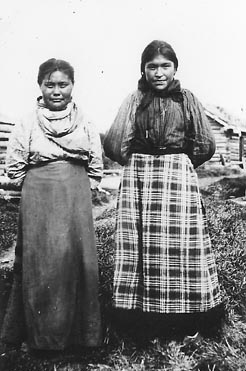
Niñas esclavas, río Mackenzie, Territorios del Noroeste.

Hay registros de esclavitud en varias áreas que luego se convirtieron en Canadá, que datan del siglo XVII. La mayoría de los esclavos canadienses eran aborígenes, y posteriormente leales al Imperio Unido trajeron esclavos desde los Estados Unidos. Marie-Joseph Angélique fue una de las esclavas más conocidas de la Nueva Francia (hoy Quebec). Mientras estaba embarazada, prendió fuego a la casa de su ama para vengarse o para desviar la atención de su escape. Se fugó con el padre de su hijo, que también era un esclavo negro que pertenecía a otro dueño. El incendio que ella inició terminó quemando parte de Montreal y una gran parte del Hôtel-Dieu. Más tarde, fue capturada y condenada a muerte.

## Segregación y Ku Klux Klan

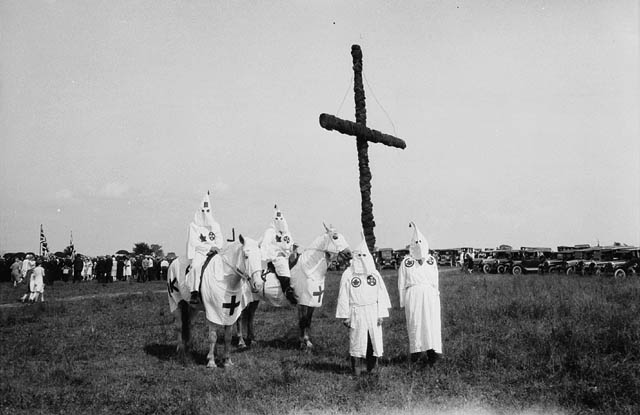
Miembros del Ku Klux Klan, a pie y a caballo, junto a una cruz erigida en un campo cerca de Kingston, Ontario en 1927

Canadá también ha practicado ampliamente la segregación en todo su territorio, en donde destaca el Ku Klux Klan canadiense. La discriminación racial ocurre en ciudades como Toronto y Montreal. Los negros constituían el 3% de la población canadiense en 2016 y el 9% de la población de Toronto (que tiene las comunidades más grandes de inmigrantes caribeños y africanos). Vivían desproporcionadamente en la pobreza, tenían tres veces más probabilidades de ser detenidos en la calle en Toronto que los blancos, y las tasas de encarcelamiento de negros son mayores que cualquier otro grupo demográfico. En marzo de 2016 se llevó a cabo una protesta de Black Lives Matter en la sede de la policía de Toronto

## Africville
En Nueva Escocia, una comunidad constituida principalmente de canadienses negros fue expulsada por la fuerza y finalmente exterminada entre 1964 y 1967, después de años de negligencia intencional por parte del gobierno de Halifax.

## Racismo anti-negro en Quebec
Eding Mvilongo cuenta con 12 años de experiencia como anestesióloga, y durante más de 10 de esos años, no tuvo colegas negros. Esta situación es un reflejo de un nuevo informe presentado a las Naciones Unidas sobre el racismo anti-negro en Quebec. El informe forma parte de la revisión periódica universal de Canadá, que evalúa el historial de derechos humanos de un país.
Mvilongo trabaja en hospitales y clínicas en Laval y señala que, cuando se trata de cargos de dirección, hay aún menos personas negras. Esta subrepresentación puede generar desconfianza en el sistema de salud. "Puedes recibir toda la capacitación que desees en clases y seminarios web, pero si no has vivido estas realidades, no tienes forma de comprenderlas", dijo.
En 2020, la Agencia de Salud Pública de Canadá determinó que en años recientes "el racismo ha sido reconocido cada vez más como un factor determinante de resultados de salud inequitativos para los canadienses racializados". Ejemplos bien documentados en niveles institucionales y sociales incluyen la baja representación o ausencia de personas negras en puestos de liderazgo.
Un nuevo estudio realizado en colaboración con la clínica para la defensa de los derechos humanos de la UQAM (Universidad de Quebec en Montreal) indica que parte del problema radica en la negativa de Quebec a reconocer el racismo sistémico. "La falta de reconocimiento del problema alimenta la falta de propuestas para la solución", expresó el investigador Ricardo Lamour.
El informe presenta 31 recomendaciones sobre atención médica, seguridad y migración. Respecto a los migrantes negros, se descubrió que los "empleados de la inmigración canadiense han expresado preocupación sobre referencias racistas internas y estereotipos de las personas como 'corruptas o no confiables'". Estos funcionarios han indicado que estas manifestaciones de racismo pueden "afectar el procesamiento de casos". "Estos estereotipos contaminan todo el proceso de aceptación de esa persona", señaló Lamour.
Además, se ha destacado que esos estereotipos también pueden afectar a quienes buscan visas estudiantiles. La activista de inmigración Rivka Augenfeld señaló que los algoritmos que deciden quién obtiene una visa están sesgados. "Termina habiendo discriminación incorporada en el programa, así que no es incluso una persona la que decide que alguien de África debería ser rechazado para una visa de estudiante", manifestó.
Augenfeld, Lamour y otros esperan que la situación de Quebec sea un tema central en la revisión de derechos humanos de Canadá en noviembre.

## Griego-canadienses
La revuelta antigriega de Toronto de 1918 fue una persecución racial de tres días en Toronto, Ontario, Canadá, dirigida a inmigrantes griegos durante el 2 al 4 de agosto de 1918. Fue la revuelta más grande en la historia de la ciudad y uno de los disturbios anti-griegos más grandes del mundo.

## Judíos
A los estudiantes judíos se les prohibió estudiar en universidades canadienses. Canadá tenía políticas restrictivas hacia la inmigración judía. En 1939, a refugiados judíos que escapaban de Europa, de la Segunda Guerra Mundial a bordo del MS St Louis no se les permitió ingresar a Canadá debido a políticas de inmigración racistas.
Si bien las políticas gubernamentales han cambiado, el antisemitismo sigue siendo problemático. Los judíos son una minoría pequeña y, por lo tanto, más vulnerable en Canadá, que comprende solo el 1.1% de la población, en 2018. En parte debido al pequeño tamaño de la comunidad; los crímenes de odio contra los judíos (también denominados “antisemitismo violento”) son la forma  de violencia racial per cápita más alta reportada en Canadá.

## Asiáticos Canadienses
En 1914, a los indios que llegaban a Canadá no se les permitía entrar a pesar de ser súbditos británicos, lo que provocó la muerte de decenas de inmigrantes en el incidente de Komagata Maru.

### Canadienses chinos

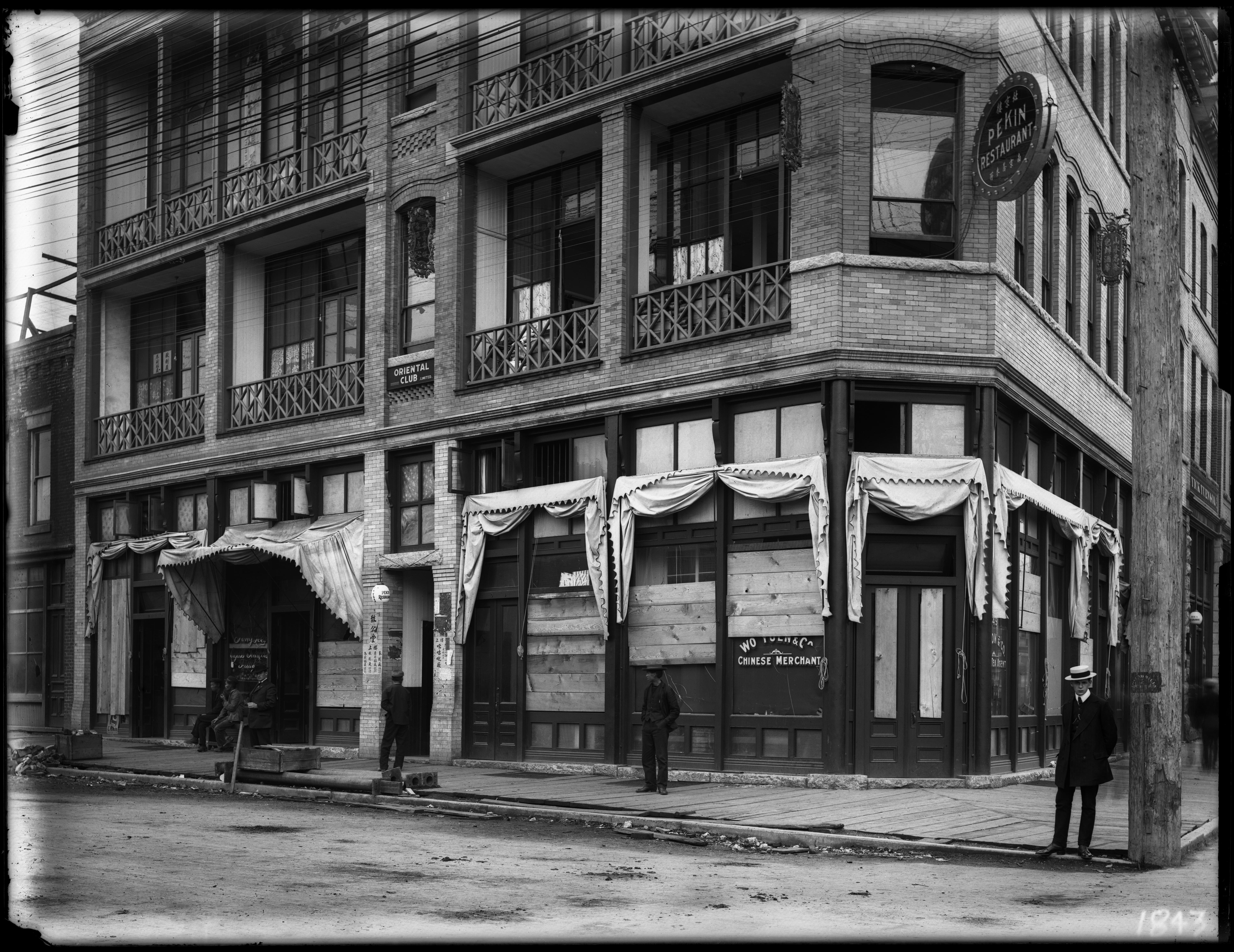
Ventanas de fachadas de tiendas tapiadas en Pender Street en Chinatown, Vancouver. Después de los disturbios de septiembre de 1907

A partir de 1858, los " culíes " chinos fueron llevados a Canadá para realizar trabajos forzosos en las minas de Columbia Británica y en el Canadian Pacific Railway . Después del estallido de los disturbios contra los chinos en 1886, se implementó un "impuesto por cabeza china " para reducir la inmigración desde China. En 1907, los disturbios anti-orientales en Vancouver se dirigieron a empresas de propiedad china y japonesa, y se formó la Liga de Exclusión Asiática para expulsar a los asiáticos de la provincia. Miembros de la liga atacaron a estas poblaciones, lo que provocó numerosos disturbios. En 1923, el gobierno federal aprobó la Ley de inmigración china, comúnmente conocida como Ley de Exclusión, que prohíbe la mayoría de la inmigración china. La Ley fue derogada en 1947, pero la discriminación que limitaba a los inmigrantes no europeos continuó hasta 1967, cuando se introdujo un sistema basado en puntos para evaluar a los inmigrantes independientemente de su origen.

#### Leyes de inmigración antichinos
El gobierno canadiense aprobó la Ley de inmigración china de 1885 que impone un impuesto por cabeza de 50 dólares a todos los chinos que emigran a Canadá. Cuando la ley de 1885 no logró disuadir la inmigración china, el gobierno canadiense aprobó la Ley de Inmigración China de 1900, aumentando el impuesto por persona a $ 100 y, al fallar esa ley, aprobó la Ley de Inmigración China de 1904 aumentando el impuesto por persona (tarifa de aterrizaje) a $ 500, equivalente a $ 8000 en 2003 - en comparación con el impuesto por persona - Derecho de aterrizaje y derecho de residencia permanente - de $ 975 por persona, pagado por los nuevos inmigrantes en la década de 1995-2005, que luego se redujo a 490 dólares en 2006.
La Ley de Inmigración China de 1923, más conocida como la "Ley de Exclusión China", reemplazó las tarifas prohibitivas con la prohibición de la inmigración de chinos étnicos a Canadá, excepto comerciantes, diplomáticos, estudiantes y casos de "circunstancias especiales". Los chinos que entraron a Canadá antes de 1923 tenían que registrarse con las autoridades locales y podían salir de Canadá solo por dos años o menos. Desde que la Ley de Exclusión entró en vigor el 1 de julio de 1923, los chino-canadienses se refirieron al Día de Canadá ( Día del Dominio) como "Día de la Humillación", negándose a celebrarlo hasta la derogación de la Ley en 1947.

### Canadienses japoneses

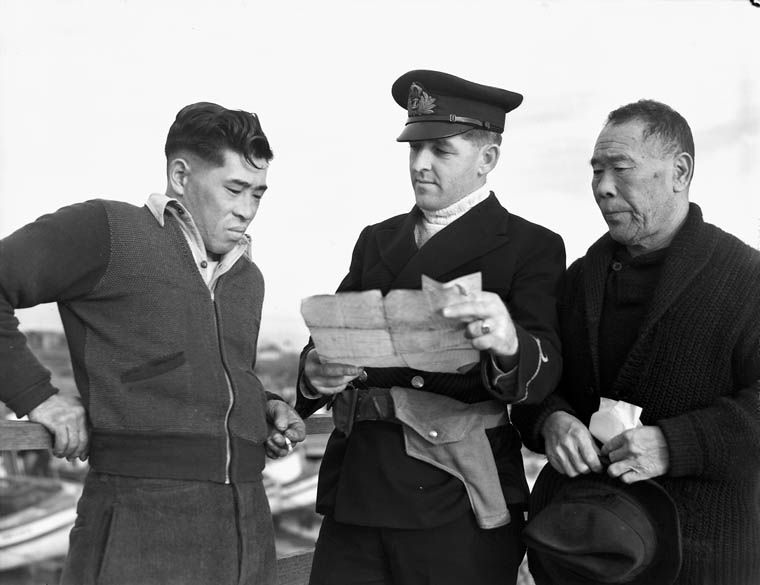
Un oficial de la Marina Real Canadiense interroga a pescadores canadienses de ascendencia japonesa mientras que sus barcos eran confiscados.

Aunque un tratado británico-japonés garantizaba a los ciudadanos japoneses la libertad de viajar, sin embargo, estaban sujetos al racismo anti-asiático en Canadá, aunque en un grado ligeramente menor en ese momento que los chinos antes de la Segunda Guerra Mundial, como un acuerdo informal entre los japoneses y canadienses. Los gobiernos limitaron la inmigración japonesa a raíz de los disturbios anti-asiáticos de Vancouver .
En 1942, durante la Segunda Guerra Mundial, muchos canadienses de ascendencia japonesa, incluso los nacidos en Canadá, fueron trasladados por la fuerza a campos de concentración bajo la autoridad de la Ley de Medidas de Guerra. Al principio, muchos hombres fueron separados de sus familias y enviados a campamentos de carretera en Ontario y en la frontera entre Columbia Británica y Alberta. Pequeñas ciudades en el interior de la Columbia Británica como Greenwood, Sandon, New Denver y Slocan se convirtieron en campos de concentración para mujeres, niños y ancianos. Para permanecer juntas, las familias japonés-canadienses optaron por trabajar en granjas en Alberta y Manitoba. Los que resistieron y desafiaron las órdenes del gobierno canadiense fueron detenidos por la Policía Montada del Canadá y encarcelados en un campo de prisioneros de guerra con alambre de púas en Angler, Ontario . También se incautaron barcos de pesca de japoneses-canadienses, con el propósito de reducir drásticamente las licencias de pesca y redistribuirlas por la fuerza a los canadienses blancos. Con las promesas del gobierno de devolver la tierra y propiedades incautadas durante ese período, los canadienses japoneses abandonaron sus hogares. Esto resultó ser falso, ya que las posesiones incautadas se revenden y nunca se devolvieron a los canadienses japoneses. A diferencia de los prisioneros de guerra, que estaban protegidos por la Convención de Ginebra, los japoneses-canadienses se vieron obligados a pagar su propio internamiento en los campos de concentración.

### Pandemia de COVID-19
Durante la pandemia de COVID-19, canadienses asiáticos informaron un aumento de los incidentes de agresiones violentas, especialmente contra mujeres de ascendencia asiática. Según una encuesta de Angus Reid del 22 de junio de 2020, hasta el 50% de los chino-canadienses había sufrido abuso verbal y el 29% había sufrido ataques físicos. Otra encuesta de 1.600 adultos realizada por ResearchCo y obtenida por la Agence France-Presse reveló que uno de cada cuatro canadienses de ascendencia asiática (70% de los cuales eran de ascendencia china) que vivían en Columbia Británica conocían a alguien dentro de su núcleo familiar que había sido víctima de discriminación. La encuesta también reveló que el 24% de los canadienses de ascendencia del sur de Asia reportaron insultos racistas. Los canadienses de origen indígena también habían denunciado discriminación.

## Latinoamericanos
La comunidad de inmigrantes procedente de América Latina ha sido víctima de racismo, discriminación y ataques. Algunos inmigrantes han reportado discriminación laboral por el acento, y dificultades para ocupar cargos de jerarquía superior. Como el racismo abierto es prohibido por ley, se ha transformado en un tipo de racismo más sutil, institucional que se traduce en la dificultad para la comunidad latina en encontrar empleo, espacios de trabajo y educativos de respeto. Diferentes miembros de la comunidad latina de Quebec han reportado dificultades para acceder a servicios de salud, préstamos de vivienda y a cualquier trámite que involucre ser atendido por una persona, como carta de transporte, de seguro social, permiso para conducir, entre otros.
El sistema migratorio ha sido también calificado de racista en detrimento de la comunidad latina, promoviendo el trabajo esclavo presentado en la figura legal de "trabajo temporal" impulsado por el gobierno. Este fue el caso de un grupo de 43 trabajadores temporales latinoamericanos que fueron llevados a Ontario bajo la promesa de trabajos, estudios y una mejor vida, sin embargo, posteriormente autoridades describieron que terminaron en condiciones de "esclavitud moderna".
Un estudio realizado en 2014 por la UNAM, confirmó diferentes tratos de discriminación y racismo a los que son expuestos los jornaleros agrícolas en Saint-Rémi, Quebec. El estudio describe como los conflictos se presentan cuando jornaleros están "presentes en los mismos espacios y momentos en que los quebequenses" y al momento de hacer uso de éstos crea un "conflicto debido a que son violentadas las estructuras mentales, al evidenciarse las diferencias culturales, las jerarquías sociales y las cuestiones raciales. Esto se manifiesta en la vida cotidiana de diferentes maneras".
En 2017, el Consejo de Ministros de la provincia de Quebec emitió una orden para retirar a la Comisión de Derechos Humanos y Derechos de la Juventud (CDPDJ) el permiso para llevar a cabo una consulta sobre discriminación sistémica y racismo en Quebec. También se obligó a reemplazar el nombre de “Consulta sobre la discriminación sistémica y el racismo en Quebec” por «Foro sobre la valoración de la diversidad y la lucha contra la discriminación», el hecho fue catalogado como un intento del Gobierno por ocultar o interferir en investigaciones independientes que buscan medir el racismo en la comunidad latina.

#### Discriminación Idiomática en Vancouver
El Incidente de Discriminación Idiomática en Vancouver se refiere a un evento ocurrido en 2023, en el cual un grupo de adolescentes brasileñas fue objeto de agresión xenófoba en un autobús público de Vancouver, Canadá. Alessandra Ribeiro, una de las adolescentes, recibió el impacto de una mochila en su rostro por parte de una pasajera del mismo vehículo. El caso fue investigado por la policía de tránsito local y recibió atención mediática significativa.
El 17 de mayo de 2023, Alessandra Ribeiro y su grupo de amigas brasileñas, todas de entre 15 y 17 años, viajaban en un autobús público en Vancouver, hablando en portugués entre ellas. Una mujer en el autobús lanzó su mochila contra Alessandra al salir del vehículo, impactándola en el rostro. El incidente fue presenciado por varios pasajeros, incluida la periodista Lauren Boothby.
Lauren Boothby, periodista que viajaba en el mismo autobús, capturó el incidente en video y lo publicó en una serie de tuits. En su relato, afirmó que la agresión había sido motivada por racismo y xenofobia. Según Boothby, la agresora había realizado comentarios despectivos acerca del grupo de adolescentes antes del ataque, y llegó incluso a amenazar con sacar a Alessandra del autobús tirándola del cabello.
Un hombre que estaba en el autobús intervino vocalmente, afirmando que la agresora "no representa a la mayoría de los canadienses". Alessandra Ribeiro expresó que la discriminación idiomática era "una excusa para ocultar que [la agresora] estaba molesta porque hablábamos portugués". El incidente dejó a las adolescentes emocionalmente afectadas, sintiéndose humilladas y temerosas.

##### Impacto Social y Consecuencias
Este incidente ha suscitado debates en la sociedad canadiense y en la comunidad internacional acerca de la xenofobia y el racismo. A pesar de que Canadá es considerado generalmente como una nación multicultural y acogedora, el evento demuestra que actitudes discriminatorias persisten y necesitan ser abordadas de manera seria. Se ha argumentado que el incidente pone de relieve la necesidad de reforzar programas educativos contra la discriminación y considerar castigos más severos para delitos de odio.
La policía de tránsito de Vancouver llevó a cabo una investigación para determinar la naturaleza y las circunstancias del incidente. Aunque los detalles específicos acerca de las acciones legales emprendidas no se han hecho públicos, el evento ha añadido urgencia a las discusiones sobre cómo abordar y prevenir incidentes similares en el futuro.

### Nivel del idioma
En una encuesta realizada en 2016, por la Universidad de Quebec en Montreal, UQAM, y el Laboratorio Interdisciplinario de Estudios Latinoamericanos, LIELA, se describen diferentes percepciones de racismo y discriminación. Los latinoamericanos dicen que la principal discriminación de la cual son objeto es la idiomática, y en segundo lugar la etnicidad que muchas veces es disfrazada con la supuesta incomprensión del acento, 56,5% de los encuestados eran mujeres, quienes representaron el grupo más discriminado a nivel laboral. La Coalition Avenir Québec presente en el gobierno, ha presionado cada vez más para que los inmigrantes a la provincia demuestren un fuerte dominio del idioma francés, como uno de los requisitos para obtener la residencia, se ha reportado una creciente dificultad en estos exámenes de idioma en inmigrantes latinos e inmigrantes franceses o cuya lengua materna es el francés, que tampoco consiguen aprobar.

### Entrevistas de empleo
El racismo y la discriminación también guardan estrecha relación con las dificultades de los inmigrantes hispanos de integrarse con éxito en el mercado de trabajo canadiense. Un estudio mostró en 2012 que las personas con nombres de origen hispano tenían una probabilidad de alrededor de un 31% menor de ser convocadas a una entrevista de trabajo. Paul Eid, profesor en la Universidad de Quebec a cargo del estudio, comenta que "todos contaban con experiencia laboral en Quebec y diplomas de la provincia. La discriminación es una variable a tomar en cuenta".
Según Nathalia Parra, abogada en inmigración y directora adjunta de la Clinique Juridique PROFIL, las principales dificultades de discriminación padecidas por los inmigrantes hispanos se describen pueden suceder en diferentes momentos durante y después de la contratación. Parra comenta que legalmente, el futuro empleador no puede formular preguntas que genere algún tipo de discriminación, por ejemplo: raza, sexo, identidad, género, embarazo, orientación sexual,  estado civil, edad ( debido al artículo 10 de la Charte des droits et libertés), sin embargo,  es común encontrar casos de discriminación salarial. El empleador, escoge  no reconocer la experiencia adquirida en el extranjero por la persona, basada exclusivamente en el origen étnico y cultural de esa experiencia y estudios, de esta forma, el empleado se encuentra sometido a comenzar a trabajar con un salario de una persona sin experiencia o de un nivel de estudios inferior. Esta situación es común y se presenta tanto en el sector privado como en el público.
A pesar de que el país necesita inmigrantes para pagar el retiro de sus ancianos, cada año el proceso migratorio hacia algunas provincias de Canadá se ha ido cerrando con procesos burocráticos complejos y cambiantes. Por tal motivo, una vez que se obtiene el permiso de trabajo en Canadá, inmigrantes hispanos aguantan abusos pensando que si denuncian no serán escuchados o serán devueltos a sus países de origen.

## Sistema de inmigración
El paradigma contemporáneo de Canadá como nación acogedora para los inmigrantes contrasta con las complejidades subyacentes de sus políticas y percepciones públicas. A pesar de la representación de Canadá como bastión del multiculturalismo, se han identificado tendencias de racismo sistémico en su historia y en las políticas contemporáneas de inmigración. Desde sus primeros días como nación, Canadá ha tenido episodios de políticas migratorias discriminatorias. Un ejemplo histórico es el impuesto de cabeza chino de finales del siglo XIX, que obligaba a los inmigrantes chinos a pagar una cuota para entrar al país. Esta política era específicamente discriminatoria hacia un grupo étnico, resaltando un patrón temprano de exclusión basado en la raza.
A pesar de los avances en las políticas de inclusión, aún persisten retos relacionados con el racismo sistémico en la inmigración. La Ley 21 de Quebec, promulgada en 2019, prohíbe la exhibición de símbolos religiosos en el vestuario de funcionarios públicos, lo que afecta a aquellos que portan cruces, turbantes, kippahs y hijabs. Esta política, aunque presentada como una medida de secularización, ha sido criticada por su impacto desproporcionado en comunidades minoritarias, especialmente musulmanas.La percepción del público canadiense hacia la inmigración no está exenta de prejuicios. Una encuesta de Environics en 2022 reveló que el 46% de los encuestados opinaba que había "demasiados inmigrantes que no adoptan valores canadienses". Aunque el término "valores canadienses" es ambiguo, el deseo subyacente es que los inmigrantes se asimilen, lo que puede interpretarse como una resistencia al multiculturalismo genuino.

### Problemas con el sistema de patrocinio en Quebec
Una situación que ha puesto de manifiesto tensiones en los sistemas de inmigración de Canadá y posibles alegatos de discriminación se centra en la experiencia de Laurianne Lachapelle. Esta ciudadana quebequense ha estado aguardando por más de un año la llegada de su esposo, originario de Guatemala, a Canadá, a través de un programa de patrocinio. Debido a los prolongados tiempos de espera, Laurianne se vio en la situación de reconsiderar su residencia en Quebec y enfrentar decisiones personales extremadamente difíciles, incluido el aborto.
Lachapelle se casó con un guatemalteco en enero de 2022. En agosto del mismo año, presentó una solicitud como parte del programa para patrocinar a un cónyuge o pareja que vive en el extranjero. Originalmente, el tiempo estimado de espera era de 13 meses, pero un año después, este período se duplicó, alcanzando al menos 24 meses.
Según datos proporcionados por el Journal de Montréal en julio, aproximadamente 37,000 solicitudes de patrocinio previamente aprobadas por Quebec estaban pendientes de tratamiento. Esto contrasta con una meta de admisión anual de cerca de 10,600 personas.
Ante la demora y la incertidumbre de la llegada de su esposo, y tras quedar embarazada, Lachapelle tomó la dolorosa decisión de abortar. Explicó: "No fue mi elección, porque si mi esposo hubiera tenido la oportunidad de venir a Québec, nuestra familia habría comenzado ahora. No podía imaginarme viviendo mi embarazo sola. Es algo que queríamos vivir juntos. Pienso en ello todos los días y me duele. Fue una elección horrible que tuve que hacer".

#### Reacción gubernamental
Christine Fréchette, ministra de Inmigración, Francización e Integración, respondió a las preocupaciones sobre los retrasos en inmigración destacando que se estaba llevando a cabo una comisión parlamentaria sobre el tema. Sin embargo, evitó referirse a casos individuales y enfatizó la importancia de los datos en su conjunto. La respuesta gubernamental fue percibida por Lachapelle como carente de humanidad, sugiriendo un posible alejamiento del gobierno de los problemas reales enfrentados por las personas.

### Detención migratoria en Canadá
La preocupación sobre las condiciones y prácticas de detención en Canadá ha sido una cuestión recurrente. En un informe conjunto de Human Rights Watch y Amnistía Internacional titulado “‘No me sentía un ser humano allí’: Detención migratoria en Canadá y su impacto en la salud mental”, se reveló la magnitud y naturaleza de los abusos en el sistema. Se documenta cómo los detenidos, que a menudo huyen de situaciones de persecución y buscan protección en Canadá, enfrentan tratamientos similares a castigos penales sin haber sido condenados. Estos inmigrantes pueden ser retenidos indefinidamente, algunos durante meses o incluso años, en condiciones severas y sin contacto con el mundo exterior.La naturaleza indefinida de la detención, combinada con las condiciones restrictivas, tiene un impacto devastador en la salud mental de los detenidos. Las personas con discapacidad psicosocial, o aquellos con condiciones de salud mental, experimentan niveles más altos de discriminación y abuso en este proceso. Los hallazgos indican que estas personas tienen más probabilidades de ser detenidas en cárceles provinciales, donde a menudo son puestas en régimen de aislamiento, en lugar de centros de detención de migrantes. Además, enfrentan mayores desafíos para obtener la liberación y, una vez liberadas, deben cumplir con condiciones más estrictas, lo que aumenta el riesgo de ser detenidas nuevamente.
Los informes también revelaron que las personas de comunidades de color, especialmente las personas negras, a menudo son detenidas por períodos más largos. En 2019, la mayoría de los detenidos por motivos migratorios que fueron retenidos por más de 90 días provenían de países africanos, lo que plantea serias preocupaciones sobre la discriminación racial en las decisiones de detención.Ambas organizaciones, Amnistía Internacional y Human Rights Watch, han instado al gobierno canadiense a reformar sus prácticas y políticas de detención de migrantes. Estas recomendaciones incluyen poner fin a la detención indefinida, mejorar las condiciones de detención, y proporcionar apoyo y servicios adecuados para aquellos con discapacidades psicosociales. También se ha pedido a Canadá que ratifique el Protocolo Facultativo de la Convención contra la Tortura y permita inspecciones por observadores internacionales en centros de detención.

#### Impacto en la salud mental

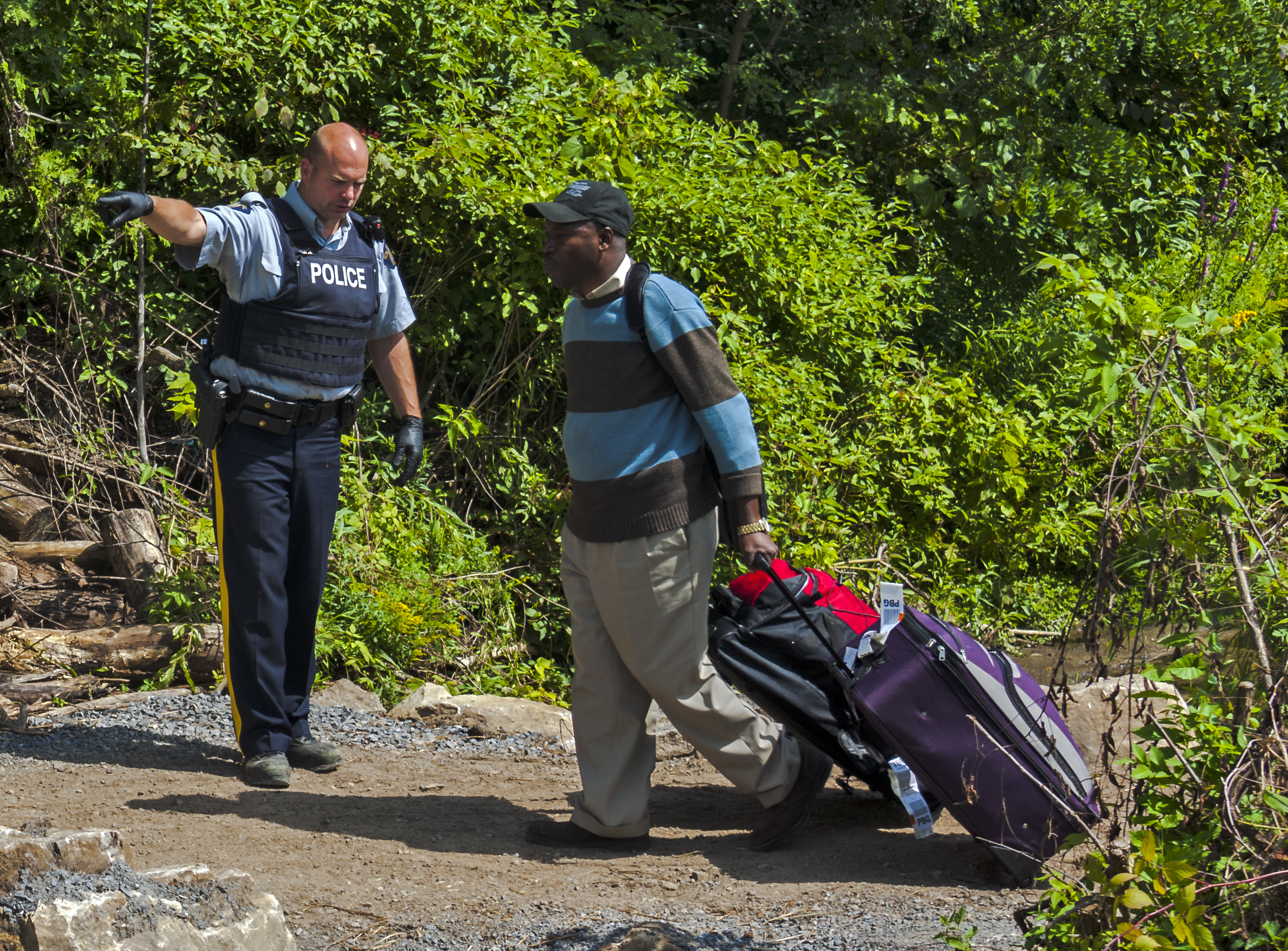
Demandante de asilo entrando en Canadá

El informe conjunto de Human Rights Watch y Amnistía Internacional revela que Canadá, anualmente, detiene a miles de personas, incluyendo a aquellas con discapacidad, por motivos relacionados con la migración. Estas detenciones, que se efectúan en condiciones que a menudo son consideradas abusivas, se producen a pesar de que Canadá es ampliamente reconocido por su diversidad y valores de igualdad y justicia.El estudio de 100 páginas, titulado “No me sentía un ser humano allí: Detención migratoria en Canadá y su impacto en la salud mental”, detalla cómo individuos detenidos por inmigración, incluyendo aquellos que huyen de la persecución y que buscan protección en Canadá, suelen ser esposados, encadenados y mantenidos en aislamiento por periodos prolongados. De hecho, algunos pueden permanecer detenidos durante meses o incluso años, siendo enviados a cárceles provinciales y a menudo sometidos a aislamiento. Las personas con discapacidad psicosocial, en particular, experimentan discriminación durante todo este proceso.
Ketty Nivyabandi, secretaria general de Amnistía Internacional Canadá, destacó la paradoja de estas acciones, considerando la imagen global de Canadá: “El abusivo sistema de detención de migrantes de Canadá contrasta drásticamente con los valores por los cuales este país es conocido mundialmente”. Ambas organizaciones instan a Canadá a poner fin a estas prácticas y replantear su sistema de protección de migrantes y refugiados.La investigación se basó en 90 entrevistas con inmigrantes detenidos, sus familiares, expertos en salud mental, académicos y abogados, entre otros. También se consultaron informes de la ONU y documentos gubernamentales.
Es importante destacar que las personas detenidas por motivos migratorios no están penalmente acusadas o condenadas, sin embargo, enfrentan condiciones de detención extremadamente restrictivas. Esta situación ha llevado a muchos detenidos a expresar sentimientos de desesperanza y pensamientos suicidas, con traumas que persisten mucho después de su liberación.El informe también resalta la falta de supervisión civil independiente sobre la Agencia de Servicios Fronterizos de Canadá (CBSA, por sus siglas en inglés), que ha resultado en violaciones de derechos humanos en el contexto de la detención migratoria.
En adición, se encontró que las personas detenidas que pertenecen a comunidades de color, en particular las personas negras, tienden a ser detenidas por períodos más largos. De hecho, la mayoría de los detenidos por más de 90 días en 2019 provenían de países africanos.Nivyabandi finalizó con un llamado a la acción: “Instamos a Canadá a firmar y ratificar el Protocolo Facultativo de la Convención contra la Tortura para prevenir futuras violaciones y a abrir los centros de detención para inspecciones internacionales”.

## Implicaciones y reacción pública
El caso de Lachapelle refleja tensiones más amplias en el sistema de inmigración canadiense y posiblemente en la percepción de discriminación o racismo. La posibilidad de que ella abandone Quebec, su hogar, muestra las decisiones desgarradoras a las que se enfrentan muchos debido a las políticas y procesos gubernamentales. En julio, se indicó que el gabinete de la ministra estaba trabajando "en estrecha colaboración" con el gobierno federal para encontrar soluciones que reduzcan estos tiempos de espera.

## Incineración de Libros en Escuelas de Ontário
En 2019, varias escuelas del sudoeste de Ontário, Canadá, dirigidas por el Consejo Escolar Católico de Providence, incineraron cerca de 4.716 libros que se consideraban racistas o desactualizados, especialmente en su representación de los pueblos originarios del país. La información sobre este acto se hizo pública en 2021 por la Rádio Canadá.
Los libros incinerados eran copias de 155 obras diferentes que incluían desde cómics hasta enciclopedias y novelas. Entre los títulos quemados se encontraban ejemplares de Tintin, Astérix y Pocahontas. La decisión de destruir estos libros fue justificada como un "gesto de reconciliación con las Primeras Naciones y un gesto de apertura hacia otras comunidades", según Lyne Cossette, portavoz del Consejo Escolar Católico de Providence.
Una ceremonia de "purificación por las llamas" se llevó a cabo para incinerar los libros, y luego se enterraron sus cenizas. "Enterramos las cenizas del racismo, de la discriminación y de los estereotipos en la esperanza de crecer en un país inclusivo", declaró el material institucional del consejo.

### Contexto político
La divulgación sobre la incineración de los libros coincidió con un momento electoral en Canadá donde el racismo y el trato a los pueblos originarios eran temas clave. En el mismo año, fueron descubiertos los restos mortales de niños en escuelas católicas situadas dentro de comunidades indígenas, exacerbando la importancia de estos temas en el debate público.

### Genocidio racial contra mujeres indígenas
Un extenso informe gubernamental de Canadá concluyó que el país ha sido cómplice en un "genocidio racial" contra mujeres indígenas. El informe de 1.200 páginas, divulgado en junio, reveló que las mujeres indígenas tienen 12 veces más probabilidades de ser asesinadas o desaparecer que otras mujeres en Canadá. El estudio se realizó durante tres años e incluyó más de 200 recomendaciones para combatir la violencia y mejorar la situación de las mujeres indígenas en el país.
La comisaría jefe del informe, Marion Buller, subrayó que el racismo y la misoginia son problemas sistémicos en la sociedad canadiense que contribuyen a la violencia contra las mujeres indígenas. El informe recomendó una serie de medidas, incluido el desarrollo de un plan de acción para combatir la violencia contra las mujeres indígenas, la creación de un ombudsman nacional de derechos humanos e indígenas, y el reconocimiento y protección de los idiomas indígenas.
La violencia contra mujeres indígenas ha sido un tema persistente en Canadá. El informe se suma a investigaciones y estudios anteriores que han llamado a acciones concretas, muchas de las cuales, según el informe, aún no se han implementado.